# British Open (Springreitmeisterschaften)
Die British Open Show Jumping Championships fanden erstmals im Jahr 2003 statt und wurden bis April 2010 ausgetragen. Von 2003 bis 2006 fanden sie in der Sheffield Arena statt, danach wurden sie in der NEC Arena in Birmingham ausgetragen. Der Sieger wurde durch laufende Platzierungen in drei Qualifikationsrunden und Finale ermittelt.
2011 wurden die British Open nicht veranstaltet, da sie in den letzten acht Jahren keinen Gewinn abwarfen.

## British Open Champions
- 2003    Robert Whitaker
- 2004    Nick Skelton
- 2005    Robert Smith
- 2006    Robert Smith
- 2007    Jessica Kürten
- 2008    Robert Whitaker
- 2009    Robert Whitaker
- 2010    Ellen Whitaker